# Watersnoodmuseum
Het Watersnoodmuseum is gevestigd in de vier Phoenix-caissons die werden gebruikt voor het sluiten van het laatste dijkgat, ontstaan tijdens de watersnood van 1953. Het museum is gelegen in de zeedijk ten zuiden van het Zeeuwse dorp Ouwerkerk. Het museum kan open gehouden worden door de inzet van vrijwilligers.

## Geschiedenis
Na de 40-jarige herdenking van de watersnood in 1993 werd een werkgroep gevormd onder leiding van Ria Geluk, die er in 1997 in slaagde om het museumproject van de grond te krijgen. Een groep vrijwilligers onder leiding van Evert Joosse, bouwkundige uit Kloetinge, maakte van een van de caissons het Watersnoodmuseum.
In september en oktober 2000 vond een proefopenstelling plaats met de bedoeling het publiek te laten ervaren hoe het zou worden. Nadat in de daaropvolgende winter de inrichting werd afgerond vond op 2 april 2001 de officiële opening plaats door Monique de Vries, staatssecretaris van Verkeer en Waterstaat, in aanwezigheid van vrijwilligers, sponsoren en genodigden. Na een grootscheepse verbouwing werd het museum vergroot van één naar vier caissons, het uitgebreide museum werd in 2009 heropend door premier Jan Peter Balkenende. Na de opening bezocht hij samen met zijn ambtsgenoot Han Seung-soo van Zuid-Korea de vernieuwde tentoonstelling. De Koreaanse premier was in Nederland voor een officieel bezoek.
Jaarlijks ontvangt het museum ongeveer 100.000 bezoekers. In het museum geven filmbeelden een indruk van de redding, hulp en wederopbouw met de middelen van die tijd. Tientallen kranten geven een beeld van toen, evenals de fotomappen, waarin de 12.500 foto’s zijn ondergebracht. Hulpgoederen, maar ook de machines waarmee het herstel werd uitgevoerd worden getoond. Op een grote maquette staan de talloze dijkdoorbraken vermeld. In februari 2018 werd het kunstwerk De verdronkenen van Miep van Riessen onthuld.
In 2011 won het Watersnoodmuseum de Siletto Award 2011.

## Fotogalerij

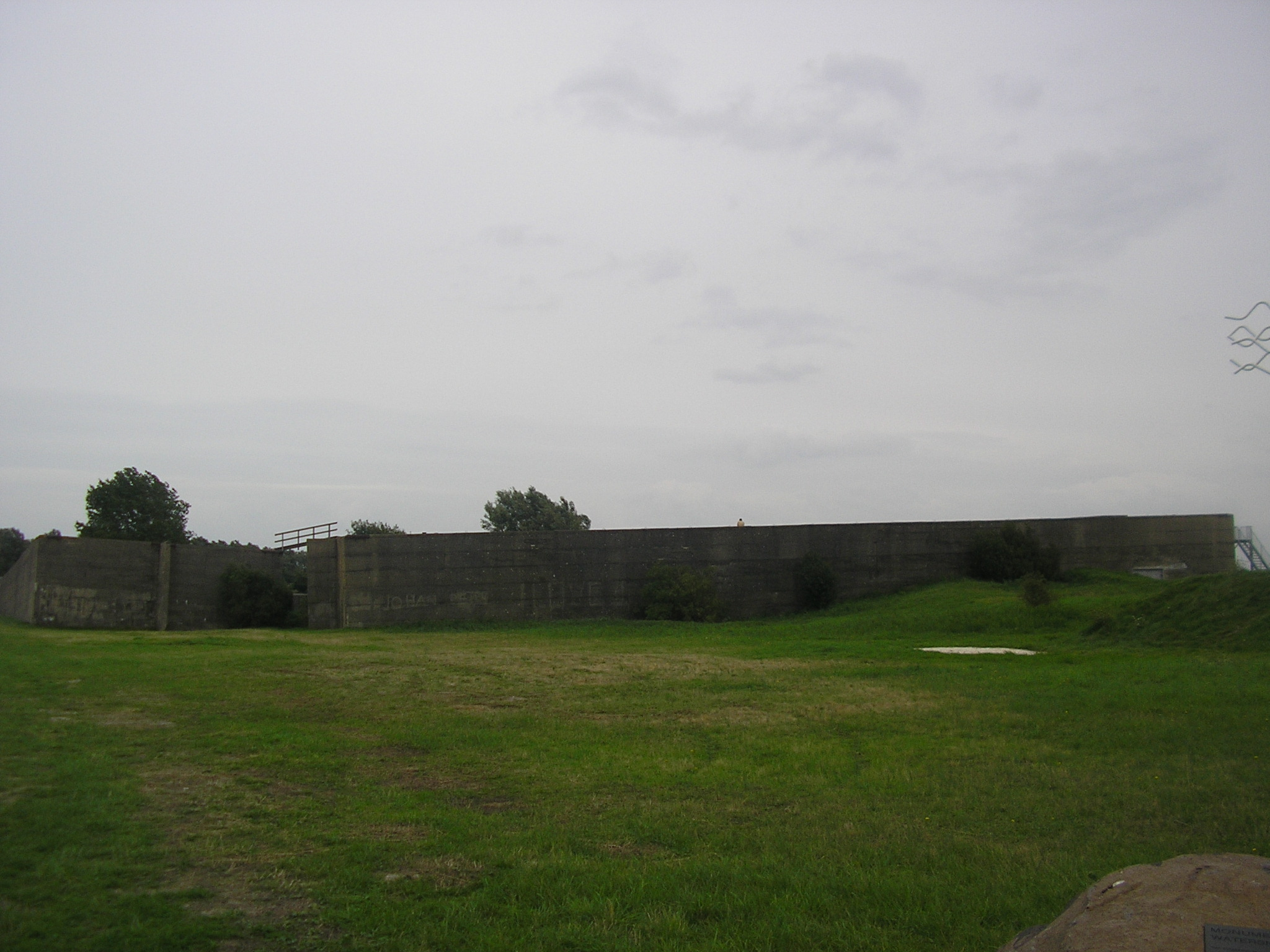
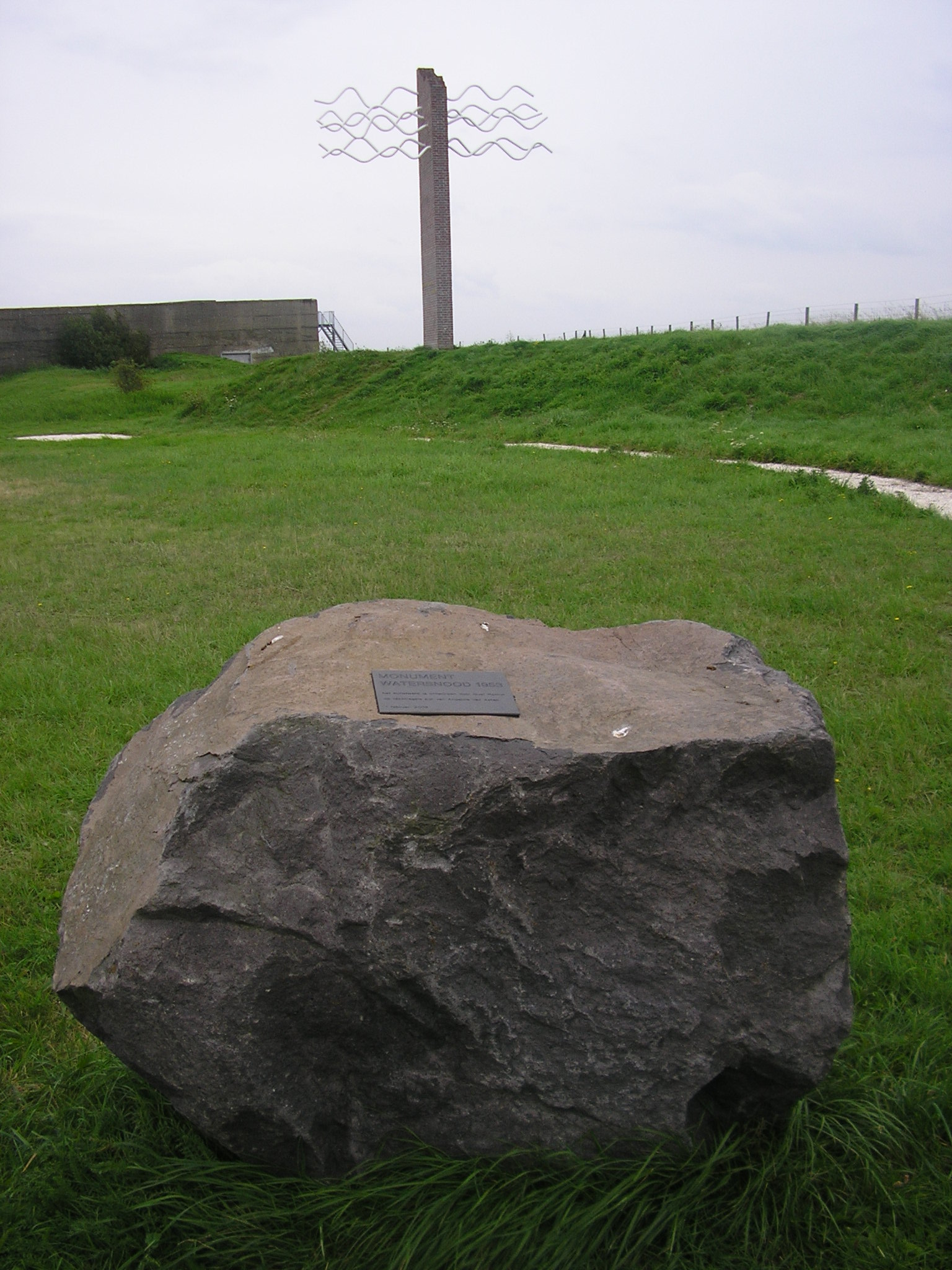
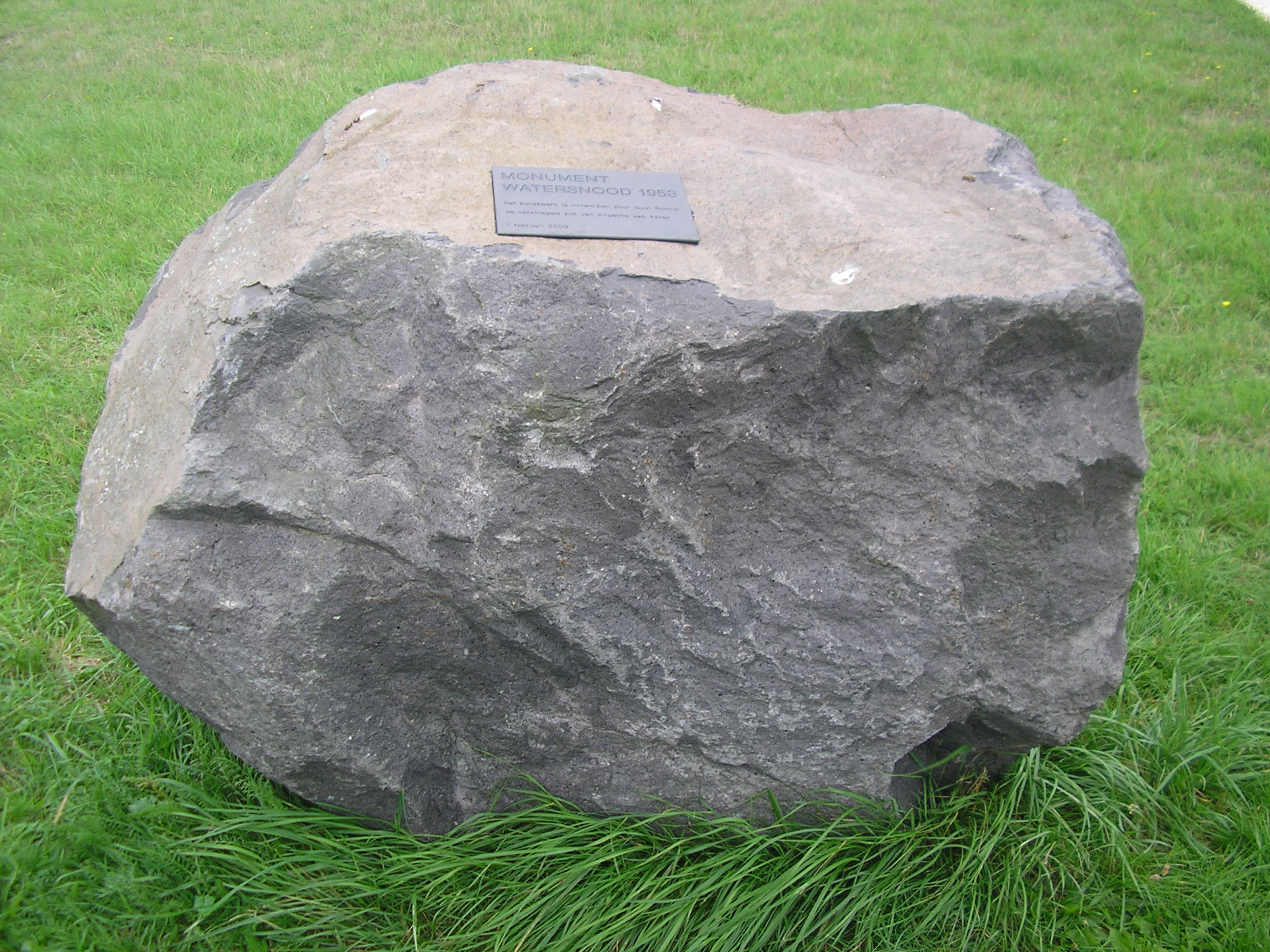
Monument Watersnood 1953 bij Watersnoodmuseum.
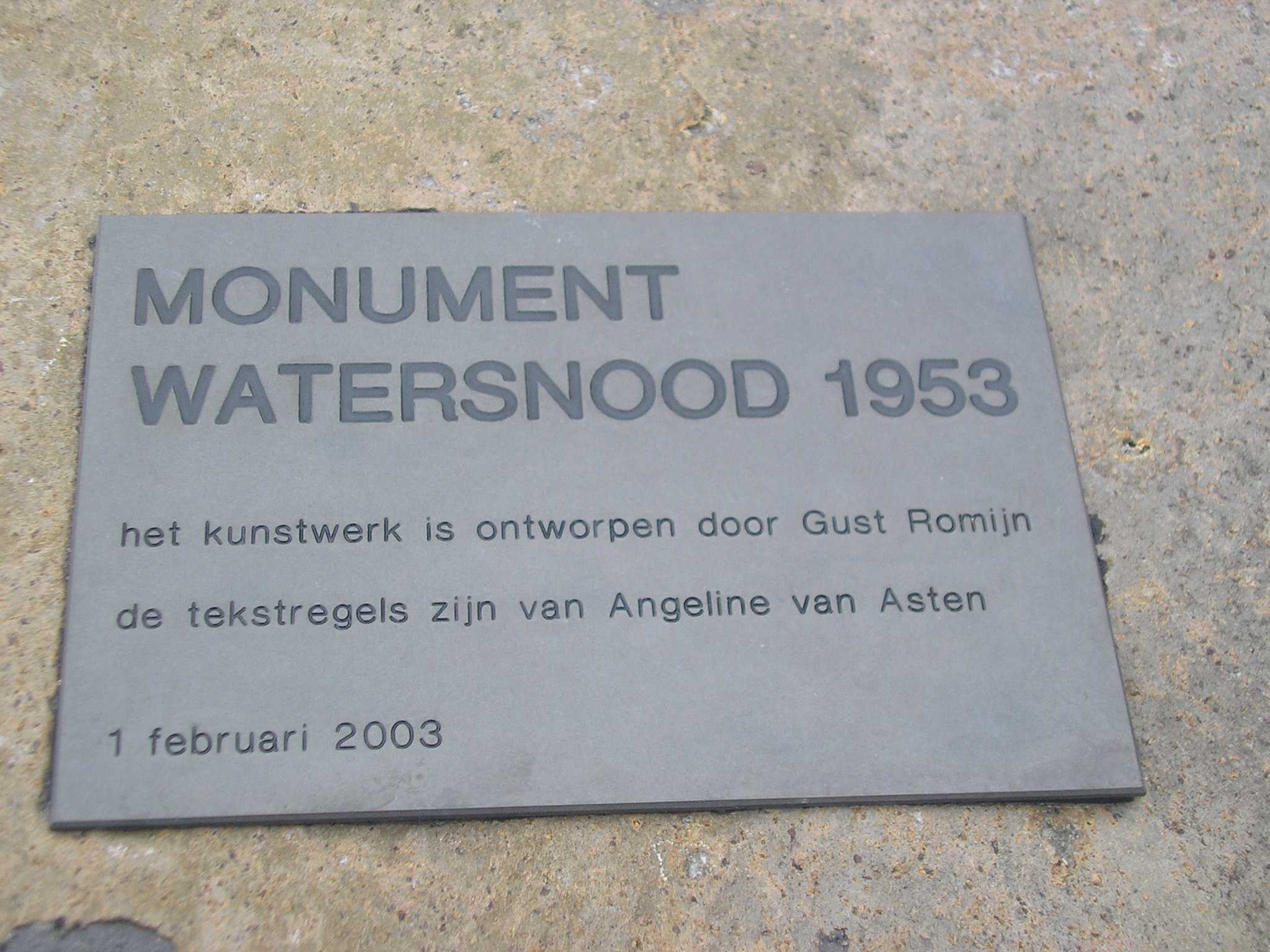
Tekst bij Monument Watersnood 1953 bij Watersnoodmuseum.